# Зорька (Краснодарский край)
Зо́рька — посёлок в Новокубанском районе Краснодарского края.
Входит в состав Верхнекубанского сельского поселения.

## Население
| 2002 | 2010 |
| ---- | ---- |
| 283  | ↗308 |

## Улицы
В посёлке имеется одна улица: Пионерская.